# Polia kala
Polia kala är en fjärilsart som beskrevs av Swinhoe 1900. Polia kala ingår i släktet Polia och familjen nattflyn. Inga underarter finns listade i Catalogue of Life.